# Fatal (film)
Pour les articles homonymes, voir Fatal et Fatal Bazooka.
Série
Bazooka
(2026)
Pour plus de détails, voir Fiche technique et Distribution.
Fatal est un film franco-canadien de Michaël Youn, sorti en salle le 16 juin 2010.
Le film suit Fatal Bazooka qui est un rappeur bling-bling à succès, jusqu'au jour où un chanteur d'« électro-bio », Chris Prolls, vient lui voler la vedette et lui prend sa précieuse place de « numero Uno ». Ivre mort lors de la cérémonie des « Music Awards de la Musique », Fatal offre sur scène un spectacle déplorable, provoquant un scandale et amenant la presse à le boycotter, ce qui cause sa ruine et son divorce. Après avoir vécu quelque temps comme un clochard, Fatal retourne alors dans son village natal en Savoie, et essaye de devenir berger, comme le fut son père. Mais, de toute évidence, ce travail n'est pas fait pour lui et, poussé par sa mère et par son amie Heidi restée en Savoie, Fatal décide de prendre sa revanche.

## Synopsis
Fatal Bazooka (Michaël Youn) est le rappeur Numéro Uno du label Tarba. Grâce à son manager Bruce Keita (Fabrice Eboué), son compositeur Pedro Summer (Vincent Desagnat) et son préparateur physique Hervé Willard (Jérôme Le Banner), chacune de ses musiques est un véritable succès. Fatal possède également une boisson à son nom, une marque de parfum et compte ouvrir son propre parc d'attraction, Fataland.
Lors d'une fête durant laquelle Fatal dévoile une statue à la gloire de sa femme, Athéna Novotel (Isabelle Funaro), Chris Prolls (Stéphane Rousseau), un chanteur d'électro-bio débarque. Ce dernier explique à Fatal qu'il lui prendra sa place tôt ou tard mais le rappeur n'en a cure. Dans les studios de Tarba Music, Fatal revoit Chris avec Tony Tarba (Jean Benguigui), le directeur du label qui compte capitaliser sur le nouveau chanteur. Le manager de Fatal, de son côté, s'inquiète des ventes d'albums qui sont aux coudes à coudes avec ceux du rappeur. Pour reconquérir le public, il propose à Fatal de lui organiser une sortie dans un hôpital. Chris et Fatal se retrouvent nez à nez dans la chambre d'un enfant-bulle. Une bagarre éclate et Fatal perce involontairement la protection de l'enfant sous les objectifs des journalistes.
À la suite de ce scandale, Tony propose à Fatal de participer au Super Clash, une émission où deux chanteurs s'affrontent dans un duel de chant. Fatal refuse et rétorque que seuls les Music Awards de la Musique sauront les départager. Juste avant la cérémonie, Fatal bouscule l'un de ses fans les plus extrêmes qui décide de se venger en révélant l'un de ses secrets les mieux gardés à Chris. Au grand dam de Fatal, le chanteur remporte la quasi-totalité des récompenses. Fatal monte alors sur scène complètement ivre et Chris révèle que le rappeur n'est pas originaire du ghetto, comme il le prétend, mais de Savoie et que son véritable nom est Robert Lafondue. 
Le lendemain matin, Fatal se réveille dans sa propriété et découvre qu'il s'est déshabillé en pleine retransmission de l'émission devant des millions de téléspectateurs, puis a couru dans toute la ville, virant son équipe au passage. Tony rompt les contrats du rappeur pour faute grave et Athéna le quitte en apprenant que son mari est ruiné à cause des traites de Fataland. Les huissiers ne tardent pas à débarquer pour lui prendre ses biens. Fatal finit par faire les poubelles pour survivre. Une nuit, Fatal revoit sa femme dans un restaurant en compagnie de Chris. Dévasté, il décide de retourner en Savoie.
Là-bas, il retrouve sa mère Milka (Catherine Allégret), nouvellement remariée, et son amour de jeunesse, Heidi (Armelle). Fatal leur explique vouloir devenir berger, mais n'arrive à rien avec les animaux. Il découvre également que sa mère a suivi ses exploits depuis le début de sa carrière et demande des nouvelles de son père, Lucien, mort depuis longtemps. Lorsqu'il était adolescent, Fatal avait quitté la Savoie car son paternel ne supportait pas sa musique. Pour remonter le moral à son épouse, Lucien avait escaladé un mont où était censé pousser un Edelweiss noir mais fût dévoré par un mouton sauvage en arrivant au sommet. Après ces explications, Heidi invite Fatal chez elle où ils couchent ensemble. Le lendemain, Fatal décide d'escalader le mont. Il y trouve la fleur et tue le mouton avec lequel il se fait un habit. Bien décidé à reconquérir son titre, sa mère lui remet l'accordéon de son père et lui explique pourquoi Lucien ne souhaitait pas qu'il devienne chanteur : lorsqu'il chantait, son père déclenchait la Fréquence Sombre et avait peur que son fils souffre du même mal. Fatal se réconcilie avec son équipe et convainc Chris de le défier au Super Clash.
Si Chris pense gagner dans un premier temps, Fatal interprète Fous ta cagoule qu'il a écrit pendant son séjour en Savoie. Les battles s'enchaînent jusqu'à ce qu'une bagarre éclate. Pour les départager, le présentateur leur propose de se livrer à un duel de voix. En chantant, Fatal provoque la Fréquence Sombre et Chris se précipite aux toilettes ce qui permet à Fatal de récupérer son titre. 
De retour en Savoie, Fatal épouse Heidi.

## Fiche technique
- Titre : Fatal
- Réalisation : Michaël Youn

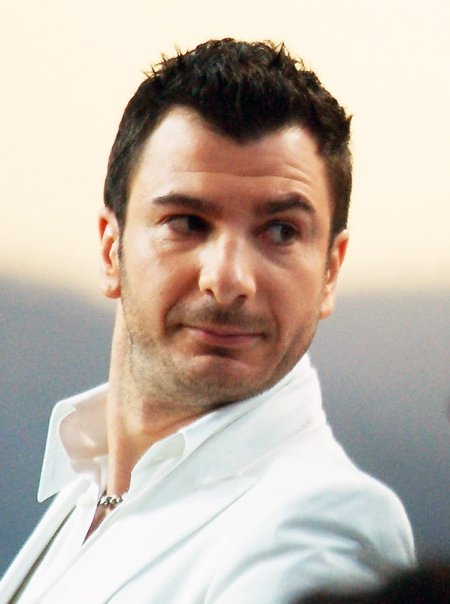
Michaël Youn, scénariste, réalisateur et acteur principal du film.

- Scénario : Michaël Youn, Dominique Gauriaud, Jurij Prette et Isabelle Funaro
- Photographie : Nicolas Bolduc
- Montage : Paul Jutras, Carlo Rizzo, Camille Delamarre et Antoine Vareille
- Directeur de production : Bruno Vatin
- 1er assistant réalisateur : Lionel Steketee
- Directeur artistique : David Gaucher
- Costumes : Chattoune et Fab
- Photographe de plateau : Jan Thijs
- Réalisateur de 2nd équipe : Nicolas Benamou
- Superviseur musical : Elise Luguern
- Monteur son : Pierre-Jules Audet
- Mixage : Marc Doisne
- Chorégraphe : Hakim Ghorab
- Mixage : Florent Lavallee
- Production : Alain Goldman, Claude Léger, Marc Vadé, Jonathan Vanger
  - Directeur de production : Ginette Guillard
  - Directeur de post-production : Abraham Goldblat
- Sociétés de production : Studio 37, Légende Films, Makayel, M6 Films, Fatal Productions Inc
- Distribution : Universal Pictures (France), Remstar Films (Canada)
- Pays :  France,  Canada
- Genre : Comédie
- Durée : 107 minutes
- Sortie : 16 juin 2010
- Budget : 13 000 000 euros[1]

## Distribution

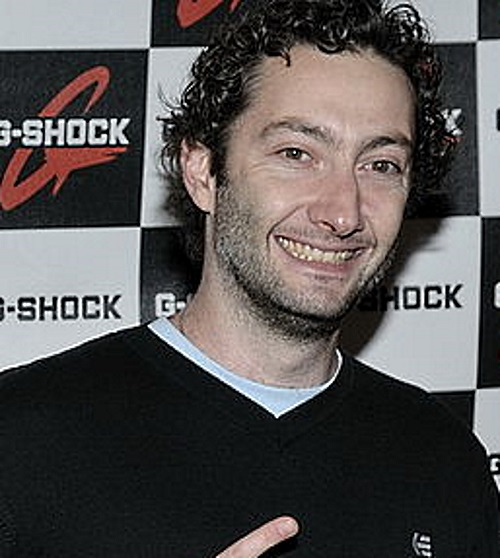
Vincent Desagnat en octobre 2009.

- Michaël Youn : Robert Lafondue « Fatal Bazooka », star du rap
- Stéphane Rousseau : Chris Prolls, nouvelle star de l'electropop
- Isabelle Funaro : Athena Novotel, épouse de Fatal
- Vincent Desagnat : Pedro Summer, compositeur de Fatal
- Fabrice Éboué : Bruce Keita, manager de Fatal
- Jérôme Le Banner : Hervé Willard[b], préparateur physique de Fatal
- Jean Benguigui : Tony Tarba[c], le producteur de Fatal
- Reem Kherici : l'animatrice Malaisia
- Ary Abittan : David Fontana, animateur de Superclash
- Catherine Allégret : Milka Lafondue, mère de Fatal
- Yin-Tung Chu : Kim, nouveau compagnon de Milka, berger
- Armelle : Heidi, amour de jeunesse de Fatal
- Bianca Gervais : Eva Gin
- Hakim Ghorab : Damon
- Nathaniël Siri : Gaspard
- Zach Reece : John-David
- Lucas brisville : Jérémie, le fan
- Maxime Morin : Jessica
- Raphaël Roussel : Gaëtan
- Xiao Sun : Boon-Mae
- Emily Shelton : Koon-Mae
- Chantal Deroches : Tawana, mère de Chris Prolls
- Robert Reynaert : Lucien Lafondue, le père de Fatal
- Perrette Souplex : la dame de l'hôpital
- François Trudel : le réalisateur de la publicité « Canapi »
- Roch Aubert : l'huissier no 1
- Seydina Balde : l'huissier no 2
- Alain Nadro : Calzone
- Frédéric Dupuis : Yves Hakrevé, l'enfant-bulle
- Michel Thériault : le médecin-chef à l'hôpital
- Aurélie Morgane : la chanteuse « Pedo file » no 1
- Lise Thouin : la chanteuse « Pedo file » no 2
- Fernand Patry : le routier
- Alexandre Bignon : le fan no 2
- Jacques Dumont : le maire du village en Savoie
- Angelo Cadet : le présentateur des « Music Awards de la Musique »

## Production

### Tournage
Le film a été tourné à Montréal au Québec.

### Bande originale
Les musiques du film sont signées du compositeur et producteur X-Cell Ent, ainsi que le producteur/chanteur Mickaël Zibi pour ce qui est de la chanson de fin (Tout au fond de toi). Elles sont toutes disponibles en téléchargement gratuit, dans des versions courtes pour la plupart, sur le blog de Fatal ainsi qu'en format MP3 dans le double DVD du film.
- Tuvaferkwa ?! (Fatal Bazooka)
- Moi j'veux du uc (Fatal Bazooka)
- Fuck you (Chris Prolls)
- Alzheimer (Eva Gin)
- Break the code (Dogg SoSo & Crystal)
- C'est la fête dans mon slim (Chris Prolls)
- Trahie (Eva Gin)
- Descends je suis en bad (Gae Tan)
- Pédo file (Les Enculés) (parodie des Enfoirés)
- Canapi (Fatal Bazooka)
- Nique sa mère (Fatal Bazooka)
- My Friend (Kind)
- Je suis Muzic (Chris Prolls)
- Superclash (Fatal Bazooka)
- Superclash (Chris Prolls)
- So Many Bitches (Spanky D ; générique de Superclash)
- Fous ta cagoule (Accordéon Remix) (Fatal Bazooka)
- Tout au fond de toi (Fatal Bazooka)
- Ce matin va être une pure soirée (Fatal Bazooka feat. PZK, Big Ali & DJ Chris Prolls ; générique de fin)

## Accueil

### Critique
Le film récolte des avis mitigés de la presse et des spectateurs. Pour Le Journal du dimanche, « sa satire saignante et pertinente du monde de la musique et des médias prouve que derrière l'as de la provoc' se cache un auteur inspiré. Ses personnages sont des caricatures hilarantes, il dégaine les vannes plus vite que son ombre, flirte avec le trash sans jamais tomber dans la vulgarité. » Mais, pour Le Monde, « le comique trash et régressif de Michaël Youn, ex-star du petit écran, passe-t-il le cap du cinéma ? (...) c'est désormais, hélas, une certitude : la réponse est non ». ; Ouest-France le qualifie ainsi : « humour gras, plaisanteries racoleuses, images frénétiques, montage allumé et bande-son tonitruante (...) le résultat est usant et fatigant. »[réf. nécessaire]
Le film reçoit une note de 5,8/10 des spectateurs sur l'IMDb et de 2,7/5 sur le site AlloCiné[réf. nécessaire].

### Box-office
Fatal recueille 1 208 113 entrées en neuf semaines, pour une recette d'un peu plus de 9 millions d'euros.

## Analyse